# Каравака, Эрик
Эрик Каравака (фр. Éric Caravaca; род. 21 ноября 1966, Рен, Франция) — французский актёр, режиссёр и сценарист испанского происхождения.

## Биография
Эрик Каравака родился 21 ноября 1966 года в городе Рен (департамерт Иль и Вилен, Франция) в семье испанского инженера-строителя.
Окончил Национальную консерваторию в Руане, изучал литературу и брал уроки актёрского мастерства. После завершения обучения и получения степени, поехал в Париж, где учился в Национальной консерватории драматического искусства. После окончания консерватории в 1993 году, отправился в Нью-Йорк, где учился в течение года в Актёрской студии в Нью-Йорке.
Вернувшись во Францию, продолжил театральную карьеру. Успех актёру принесла главная роль в спектакле по пьесе английского драматурга Сэмюэля Беккета «В ожидании Годо» (1993).
В кино дебютировал в 1989 году, снявшись в короткометражном фильме «Жаровня». Каравака играл в основном эпизодические роли, пока Франсуа Дюпейрон не пригласил его на главную роль в фильме «Что есть жизнь?» (1999). За эту роль Эрик получил премию «Сезар» в номинации «самый перспективный актёр». После этого он начинает активно сниматься в главных ролях, как правило, участвуя в нескольких лентах в год. Снялся в таких фильмах, как «Палата для офицеров», «Его брат», «Комната смерти», «Маленькая зона турбулентности», «Рай на Западе», «Цыплёнок с черносливом».
Первая режиссёрская работа Эрика Каравака — фильм «Пассажир» (2005). Фильм был представлен на Венецианском кинофестивале.

## Награды
| Год  | Награда                          | Категория                   | Фильм               | Результат |
| ---- | -------------------------------- | --------------------------- | ------------------- | --------- |
| 2000 | Премия «Сезар»                   | Самый многообещающий актёр  | Что есть жизнь?     | Победа    |
| 2000 | Золотая звезда французского кино | Лучший дебют в мужской роли | Палата для офицеров | Победа    |
| 2001 | Кинофестиваль в Кабуре           | Лучший новый актёр          | Без пломбы          | Победа    |
| 2002 | Премия «Сезар»                   | Лучший актёр                | Палата для офицеров | Номинация |